# ID; Peace B
《ID; Peace B》는 대한민국 여자 가수 보아의 데뷔 앨범이다. 2000년 8월 25일 발매되었고, 다음해인 2001년 5월 30일 일본 데뷔 곡이기도 하다. 전 12곡을 수록곡 외에 보너스 컨텐츠 형식으로 SMTOWN 공식 사이트로 자동 접속 기능 탑재하는 등 컴퓨터를 통한 재생을 의식해 제작되고 있다. R&B, 댄스곡을 기본으로 한 이 앨범은, 영화 《쉬리》의 강제규 감독이 뮤직비디오 감독을 담당하였다. 그리고 <ID Peace B>는 일본 싱글 ID; Peace B (노래)에 일본어 버전으로 실렸으며 1.5집에 영어와 중국어 버전으로 실렸다. <Sara> (보아가 기르는 고양이 이름이다.) 역시 1.5집에 영어와 중국어 버전으로 실렸다. <비밀일기 (I'm Sorry)>도 1.5집에 중국어 버전으로 실렸다. 그리고 마지막 트랙 <먼 훗날 우리 (Someday, Somewhere)>는 일본 싱글 2집 Amazing Kiss에 일본어 버전으로 수록되었다.

## 활동내역
- 2000년 9월 3일 ~ 2000년 12월 24일 : SBS 인기가요 VJ로 활동
- 2000년 11월 24일 : mnet 《2000 M.net Music Video Festival》의 신인 여자 가수 수상
- 2000년 12월 13일 : KMTV 《2000 KMTV 가요 대전》의 〈여성 신인상〉수상
- 2000년 12월 10일 : 공식 팬클럽 〈Jumping BoA〉 1기 창립

또 다음 2001년 3월에는 해외 진출을 기념하는의 1.5집 스페셜 앨범 《Jumping into the World》을 발매하기도 하였다.

## (1집) 방송 출연 목록
| (타이틀곡) ID;Peace B          |                                             |                                             |
| 2000년 8월 27일                | SBS 인기가요                                | 데뷔 무대                                   |
| 2000년 8월 29일                | KBS 뮤직뱅크                                |                                             |
| 2000년 8월 31일                | SBS 한밤의 TV연예                           | 만 13세 가수데뷔 보아                       |
| 2000년 8월 31일                | Mnet Prime Concert                          |                                             |
| 2000년 9월 1일 (8월 25일 녹화) | Mnet 쇼킹M                                  |                                             |
| 2000년 9월 3일                 | SBS 인기가요                                | + VJ                                        |
| 2000년 9월 7일                 | NTV 통통클럽                                |                                             |
| 2000년 9월 7일                 | SBS 한밤의 TV연예                           | 스타&스타 보아-신지수                       |
| 2000년 9월 8일                 | Mnet 쇼킹M                                  |                                             |
| 2000년 9월 9일                 | KBS 자유선언 오늘은 토요일                  |                                             |
| 2000년 9월 9일                 | KBS 결정 서바이벌 인기투표                  |                                             |
| 2000년 9월 9일                 | KMTV 쇼 뮤직탱크                            |                                             |
| 2000년 9월 10일                | SBS 인기가요                                | + VJ                                        |
| 2000년 9월 11일                | Mnet Prime Concert                          |                                             |
| 2000년 9월 14일                | Mnet 추석특집 3일간의 메가콘서트            |                                             |
| 2000년 9월 15일                | KMTV 쇼 뮤직탱크                            |                                             |
| 2000년 9월 15일                | Mnet 쇼킹M                                  |                                             |
| 2000년 9월 16일                | MBC 음악캠프                                |                                             |
| 2000년 9월 18일                | NTV 연예스테이션                            | 인터뷰                                      |
| 2000년 9월 22일                | KMTV 쇼 뮤직탱크                            |                                             |
| 2000년 9월 22일                | Mnet 쇼킹M                                  |                                             |
| 2000년 9월 23일                | Mnet 가요BEST 27                            |                                             |
| 2000년 9월 24일                | SBS 인기가요                                | VJ                                          |
| 2000년 9월 28일                | SBS 한밤의 TV연예                           | 리키마틴 일본콘서트 인터뷰 리포터           |
| 2000년 9월 29일                | Mnet 쇼킹M                                  |                                             |
| 2000년 10월 2일                | Mnet 스타발전소                             |                                             |
| 2000년 10월 6일                | KMTV 쇼 뮤직탱크                            |                                             |
| 2000년 10월 7일                | MBC WCG 개막축하쇼                          |                                             |
| 2000년 10월 7일                | KBS 달구벌 빅콘서트                         |                                             |
| 2000년 10월 8일                | SBS 인기가요                                | VJ                                          |
| 2000년 10월 8일                | SBN 뮤직챔프 2002월드컵 D-600특집           | SARA                                        |
| 2000년 10월 10일               | KMTV 가요본부                               | 본부초대석 게스트                           |
| 2000년 10월 13일               | KMTV 쇼 뮤직탱크                            |                                             |
| 2000년 10월 14일               | MBC 음악캠프                                |                                             |
| 2000년 10월 15일               | SBS 인기가요                                | VJ                                          |
| 2000년 10월 18일               | Mnet 가요발전소-뉴스레이더                  | 지에닉화장품 CF촬영현장                     |
| 2000년 10월 18일               | SBS 뮤직엔터                                | 비밀일기, ID;Peace B                        |
| 2000년 10월 22일               | SBS 인기가요                                | + VJ                                        |
| 2000년 10월 26일               | KBS 뮤직뱅크                                |                                             |
| 2000년 10월 27일               | iTV 사랑의 드림콘서트                       |                                             |
| 2000년 10월 27일               | KMTV 쇼 뮤직탱크                            |                                             |
| 2000년 10월 27일               | Mnet 쇼킹M                                  |                                             |
| 2000년 10월 28일               | MBC 음악캠프                                |                                             |
| 2000년 10월 28일               | Mnet 우리들의 스타                          |                                             |
| 2000년 10월 29일               | Mnet 2000 테크노 가요제                     |                                             |
| 2000년 10월 31일               | iTV 사랑의 음악회                           |                                             |
| 2000년 11월 1일                | KBS 사랑의 리퀘스트                         | SARA                                        |
| 2000년 11월 1일                | SBS 뮤직엔터                                |                                             |
| 2000년 11월 3일                | KMTV 쇼 뮤직탱크                            |                                             |
| 2000년 11월 3일                | Mnet 쇼킹M                                  |                                             |
| 2000년 11월 5일                | SBS 인기가요                                |                                             |
| 2000년 11월 5일                | SBS 토커넷쇼                                |                                             |
| 2000년 11월 6일                | MBC 21세기 위원회                           |                                             |
| 2000년 11월 8일                | KBS 교통안전대상                            | ID;Peace B                                  |
| 2000년 11월 10일               | KMTV 쇼 뮤직탱크                            |                                             |
| 2000년 11월 10일               | Mnet 쇼킹M                                  |                                             |
| 2000년 11월 11일               | KBS How Much 가격 감정원                    |                                             |
| 2000년 11월 12일               | SBS 인기가요                                | + 성인식(박지윤)                            |
| 2000년 11월 12일               | SBS 희귀병 어린이돕기 특별 생방송           | SARA                                        |
| (후속곡) SARA                  |                                             |                                             |
| 2000년 11월 17일               | NTV N TOP 인기가요                          |                                             |
| 2000년 11월 17일               | Mnet 쇼킹M                                  |                                             |
| 2000년 11월 17일               | KMTV 쇼 뮤직탱크                            |                                             |
| 2000년 11월 18일               | SBS 좋은예감                                |                                             |
| 2000년 11월 20일               | SBS 남희석의 색다른밤                       | ID;Peace B                                  |
| 2000년 11월 22일               | SBS 한밤의 TV연예                           | 신비로 shark CF촬영현장                     |
| 2000년 11월 22일               | MBC 섹션TV 연예통신                         | SMTOWN 겨울앨범 MV촬영현장                  |
| 2000년 11월 22일               | KBS 2000 한국가수 대축제                    | SARA, 난알아요(서태지)                      |
| 2000년 11월 24일               | MNET MNET Music Video Festival              | 여자신인상                                  |
| 2000년 11월 25일               | KBS 생방송 행운의 신용카드                  |                                             |
| 2000년 11월 25일               | KBS 사랑의 리퀘스트                         |                                             |
| 2000년 12월 1일                | KMTV 쇼 뮤직탱크                            |                                             |
| 2000년 12월 1일                | Mnet 쇼킹M                                  |                                             |
| 2000년 12월 4일                | KBS 풍물기행 세계를 가다                    |                                             |
| 2000년 12월 7일                | SBS 한밤의 TV연예                           | 고양이 사라 인터뷰                          |
| 2000년 12월 10일               | SBS 인기가요                                | +VJ                                         |
| 2000년 12월 10일               | 공식팬클럽 점핑보아 창단식 및 1기팬미팅     |                                             |
| 2000년 12월 13일               | KMTV 가요대전                               | 신인상 + ID;Peace B, SARA                   |
| 2000년 12월 14일               | KBS 뮤직뱅크                                | 고양이 사라 출연                            |
| 2000년 12월 15일               | KMTV 쇼 뮤직탱크                            |                                             |
| 2000년 12월 15일               | Mnet 쇼킹M                                  |                                             |
| 2000년 12월 16일               | MBC 음악캠프                                |                                             |
| 2000년 12월 17일               | SBS 인기가요                                | +VJ                                         |
| 2000년 12월 19일               | SBS 청춘시트콤 골뱅이                       | 깻잎소녀役                                  |
| 2000년 12월 22일               | SBS 희망2001 따뜻한세상                     | 인터뷰                                      |
| 2000년 12월 22일               | iTV 2000 한국최고인기연예대상               | 10대가수부문 신인상                         |
| 2000년 12월 22일               | NTV N TOP 인기가요                          | Marry Christmas, SARA                       |
| 2000년 12월 23일               | MBC 음악캠프                                |                                             |
| 2000년 12월 24일               | SBS 도전 100곡                              | 내얘길들어봐(파파야)                        |
| 2000년 12월 24일               | SBS 인기가요                                |                                             |
| 2000년 12월 29일               | Mnet 쇼킹M                                  |                                             |
| 2001년 1월 1일                 | SBS 뉴스타 대행진                           |                                             |
| 2001년 1월 2일                 | SBS 신년특집 연예특급                       |                                             |
| 2001년 1월 2일                 | KBS 강력추천 고교챔프                       |                                             |
| 2001년 1월 3일                 | KMTV 생방송 뮤직큐                          | 생큐미팅                                    |
| 2001년 1월 5일                 | Mnet 쇼킹M                                  | SARA, 먼훗날우리                            |
| 2001년 1월 6일                 | KMTV 쇼 뮤직탱크                            | SARA, 먼훗날우리                            |
| 2001년 1월 7일                 | SBS 인기가요                                |                                             |
| 2001년 1월 10일                | SBS 뮤직엔터                                | + 개인기 청춘극장                           |
| 2001년 1월 11일                | KBS 뮤직뱅크                                | 굿바이무대 ID;Peace B, SARA                 |
| 2000년 1월 12일                | NTV N TOP 인기가요                          | 바이바이스페셜 ID;Peace B, SARA, 먼훗날우리 |
| 2000년 1월 12일                | Mnet 쇼킹M                                  | 굿바이스페셜 ID;Peace B, SARA, 먼훗날우리   |
| 2001년 1월 13일                | KMTV 쇼 뮤직탱크                            | 아듀스페셜 ID;Peace B, SARA, 먼훗날우리     |
| 2001년 1월 13일                | MBC 음악캠프                                | ID;Peace B, SARA                            |
| 2001년 1월 14일                | SBS 인기가요                                | 굿바이스페셜 ID;Peace B, SARA               |
| 2001년 1월 16일                | ETN 생방송 연예스테이션                     | 인터뷰                                      |
| 2001년 1월 20일                | SBS 설날특집 올스타 가슴을열어라            |                                             |
| 2001년 1월 20일                | SBS 좋은예감 즐거운TV                       | 세대공감 아빠는 수업중                      |
| 2001년 1월 21일                | SBS 좋은친구들 - 기막힌대결 서바이벌 트레인 |                                             |

## 트랙 리스트
| CD   | CD                               | CD                                            | CD                                            | CD       |
| 트랙 | 수록곡                           | 작사·작곡·편곡                                | 작사·작곡·편곡                                | 길이     |
| ---- | -------------------------------- | --------------------------------------------- | --------------------------------------------- | -------- |
| 01   | ID; Peace B                      | 작사·작곡·편곡 : 유영진                       | 작사·작곡·편곡 : 유영진                       | 3분 53초 |
| 02   | Come To Me                       | 작사·작곡·편곡 : 김형석                       | 작사·작곡·편곡 : 김형석                       | 3분 30초 |
| 03   | 체념 (Heart-Off)                 | 작사 : 김종숙 / 작곡·편곡 : 방시혁            | 작사 : 김종숙 / 작곡·편곡 : 방시혁            | 3분 48초 |
| 04   | 사라 (Sara)                      | 작사 : 박정란 / 작곡·편곡 : 광원석            | 작사 : 박정란 / 작곡·편곡 : 광원석            | 3분 48초 |
| 05   | 비밀일기 (I'm Sorry)             | 작사 : 신연아 / 작곡 : 이현정 / 편곡 : 곽영준 | 작사 : 신연아 / 작곡 : 이현정 / 편곡 : 곽영준 | 4분 47초 |
| 06   | 안돼, 난 안돼 (No Way)           | 작사 : 유유진 / 작곡·편곡 : 방시혁            | 작사 : 유유진 / 작곡·편곡 : 방시혁            | 3분 30초 |
| 07   | 차마 (Every Breath You Take)     | 작사 : 김남희 / 작곡·편곡 : 홍석              | 작사 : 김남희 / 작곡·편곡 : 홍석              | 4분 55초 |
| 08   | Whatever                         | 작사·작곡·편곡 : 서융근 / 랩 작사 : 에릭      | 작사·작곡·편곡 : 서융근 / 랩 작사 : 에릭      | 3분 31초 |
| 09   | I`m Your Lady Tonight            | 작사 : 양재선, 조은희 / 작곡·편곡 : 김형석    | 작사 : 양재선, 조은희 / 작곡·편곡 : 김형석    | 3분 4초  |
| 10   | 어린 연인 (Young Lovers)         | 작사 : 김종숙 / 작곡·편곡 : 김형석            | 작사 : 김종숙 / 작곡·편곡 : 김형석            | 4분 20초 |
| 11   | 이별준비 (Letting You Go)        | 작사 : 박진영 / 작곡·편곡 : 김형석            | 작사 : 박진영 / 작곡·편곡 : 김형석            | 3분 57초 |
| 12   | 먼 훗날 우리 (Someday Somewhere) | 작사 : 김여진 / 작곡 : 이현정 / 편곡 : 곽영준 | 작사 : 김여진 / 작곡 : 이현정 / 편곡 : 곽영준 | 3분 59초 |

## 참여
이 목록은 해당 앨범의 CD부클릿 〈staff〉목록에서 발췌하였다.(CD는 콤팩트 카세트 포맷과는 수록곡 순서가 다르다)
- 보아 - 보컬

| 세션 - 심상원, 엄새희, 한혜원, 김우현 - 바이올린(1) - 정운주 - 비올라(1) - 김소영 - 첼로(1) - 유영진 - 백 보컬(1) - 김현아 - 백 보컬(1), 코러스(8) - 이준희, 정미영 - 백 보컬(1) - Groovie K - 기타(1) - 함춘호 - 기타(2, 3, 5~7, 9~12) - 이현정, 신연아, 김효수 - 코러스(2, 3, 5~7, 9~12) - 엑스틴 - 랩(2, 6, 9, 10) - 김형석 - 키보드(3, 5~7, 9~12) - Sam Lee - 기타(4, 8) - 이태윤 - 베이스 기타(4) - 광원석 - 드럼/키보드 프로그래밍(4) - Black2Black 샘플링CD - 현악 테마 추출(4) - 박영옥, Nio, Mussy - 코러스(4) - Big Naz - 랩(4) - 서융근 - 기타 프로그래밍(8) - 문지환 - 코러스(8) - 에릭 - 랩(8) | 스탭 - 이수만 - 프로듀서 - 김형석 - 프로듀서(2, 3, 5~7, 9~12) - KAT, 여두현(SM 디지털 레코딩 스튜디오) - 녹음, 믹싱(2, 3, 5~7, 9~12) - 유영진(Booming System) - 녹음, 믹싱(1) - 유한진, 유창용 - 보조(1) - Jay Kim(Jazzyz 스튜디오) - 녹음(4) - 원창준, 방시혁, 정재윤, 곽영준, 홍석 - 컴퓨터 프로그래밍 - 원창준, 최장필(AC+E 스튜디오) - 녹음 - 한종진, 엄현우(Bay 스튜디오, 서울 스튜디오) - 믹싱 - 전훈(소닉 코리아) - 마스터링 - 김경욱 - 프로덕션 - 김기범, 이수용, 천강수, 김연정, 이경민 - A&R - 홍현종, 박권영 - 프로모션 - 한성수, 이정열 - 프로모션 보조 - KAZU(Nakazawa Kazuhiko), 블랙 비트, 보아 - 안무 - 김명희, 이선경, 노은미 - 스타일리스트 - 현정재 - 사진 - 강윤범 - 앨범 디자인 - APA(가루, HUDINI, OACS, Joe) - 로고 디자인 - 이선영 - CD PLUS 디자인 - (주)명진아트 - 인쇄 - SM 엔터테인먼트 - 이그제큐티브 프로듀서 |